# Santo patrón

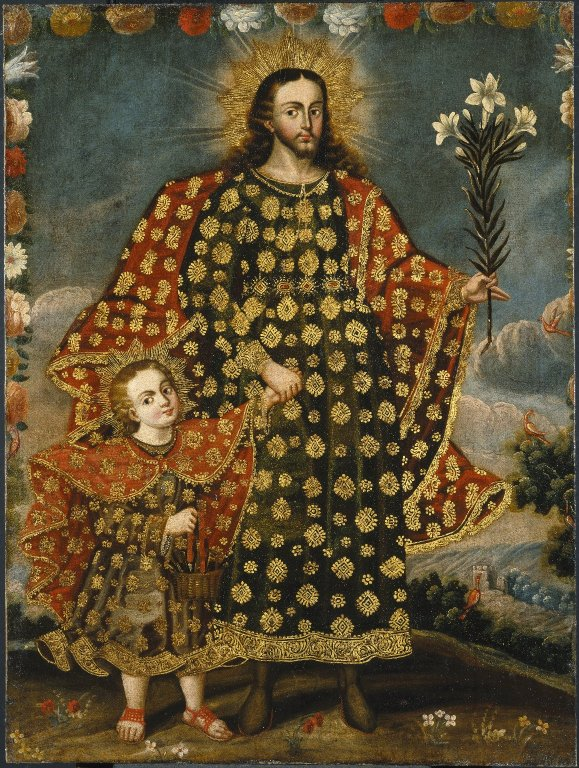
San José es el santo patrón de los carpinteros, ingenieros, y trabajadores

En la creencia religiosa, un santo patrón (en latín: sanctus patrōnus) es un santo que tiene una afinidad especial hacia una comunidad o a un grupo específico de personas. Los términos patrón y patrono son sinónimos de defensor y protector. 
El concepto de Santo patrón se define como intercesores y abogados ante Dios, sea de una nación, un pueblo, un lugar, una actividad, una clase, una congregación, un clan o una familia.

## Veneración
La Iglesia católica considera la veneración a los santos como una práctica que tiene base en la Biblia, entre otros ejemplos se citan:
Ningún santo está muerto, todos están vivos en el cielo: 

¿No habéis leído aquellas palabras de Dios cuando os dice: Yo soy el Dios de Abraham, el Dios de Isaac y el Dios de Jacob? No es un Dios de muertos, sino de vivos.
Mateo 22, 31-32.

Los santos del cielo reciben las oraciones de los que están en la tierra y pueden presentarlas ante Dios: 

Y cuando hubo tomado el libro, los cuatro seres vivientes y los veinticuatro ancianos se postraron delante del Cordero; todos tenían arpas, y copas de oro llenas de incienso, que son las oraciones de los santos.
Ap 5,8.

Los apóstoles intercedieron para lograr sanaciones en la gente común: 

Había un hombre, tullido desde su nacimiento, al que llevaban y ponían todos los días junto a la puerta del Templo llamada Hermosa para que pidiera limosna a los que entraban en el Templo. Este, al ver a Pedro y a Juan que iban a entrar en el Templo, les pidió una limosna. Pedro fijó en él la mirada juntamente con Juan, y le dijo: «Míranos». El les miraba con fijeza esperando recibir algo de ellos. Pedro le dijo: «No tengo plata ni oro; pero lo que tengo, te doy: en nombre de Jesucristo, el Nazareno, ponte a andar». Y tomándole de la mano derecha le levantó. Al instante cobraron fuerza sus pies y tobillos, y de un salto se puso en pie y andaba. Entró con ellos en el Templo andando, saltando y alabando a Dios”.
Hech 3,1-8.

San Pablo de Tarso oró por un tullido, no lo mandó a que le pidiera directamente a Jesús: 

Había allí, sentado, un hombre tullido de pies, cojo de nacimiento y que nunca había andado. Este escuchaba a Pablo que hablaba. Pablo fijó en él su mirada y viendo que tenía fe para ser curado, le dijo con fuerte voz: «Ponte derecho sobre tus pies». Y él dio un salto y se puso a caminar.
Hech 14,8-10

El Concilio Vaticano II expresó el vínculo de veneración hacia los santos cuyos carismas los hacían recomendables a la devoción e imitación de los fieles:

La Iglesia de los viadores [...], ya desde los primeros tiempos de la religión cristiana guardó con gran piedad la memoria de los difuntos y ofreció sufragios por ellos, porque santo y saludable es el pensamiento de orar por los difuntos para que queden libres de sus pecados (2 Macabeos 12, 46). Siempre creyó la Iglesia que los Apóstoles y mártires de Cristo, por haber dado el supremo testimonio de fe y de caridad con el derramamiento de su sangre, nos están más íntimamente unidos en Cristo; les profesó especial veneración junto con la Bienaventurada Virgen y los santos ángeles e imploró piadosamente el auxilio de su intercesión. A éstos pronto fueron agregados también quienes habían imitado más de cerca la virginidad y pobreza de Cristo y, finalmente, todos los demás, cuyo preclaro ejercicio de virtudes cristianas y cuyos carismas divinos los hacían recomendables a la piadosa devoción e imitación de los fieles. [...]

Es, por tanto, sumamente conveniente que amemos a los amigos y coherederos de Cristo, hermanos también y eximios bienhechores nuestros; que rindamos a Dios las gracias que le debemos por ellos; que los invoquemos humildemente y que, para impetrar de Dios beneficios por medio de su Hijo Jesucristo, nuestro Señor, que es el único Redentor y Salvador nuestro, acudamos a sus oraciones, protección y socorro. Todo genuino testimonio de amor que ofrezcamos a los bienaventurados se dirige, por su propia naturaleza, a Cristo y termina en Él, que es la corona de todos los santos, y por Él va a Dios, que es admirable en sus santos y en ellos es glorificado.
Lumen gentium 50

En España la mayor parte de las localidades tienen un patrón y una patrona, en cuyo honor se celebran las fiestas mayores de la localidad. Los patrones son santos o advocaciones de Cristo y las patronas santas o advocaciones de la Virgen.
La veneración de los santos en la Iglesia católica se sustenta (aunque no explícitamente) en la Biblia (en libros como Macabeos) y en la Sagrada Tradición, que ésta atestigua que los primeros cristianos sí creían en la intercesión y por ende veneración de los santos.

## Oposición
Algunas congregaciones protestantes desconocen el patronazgo de los santos y su veneración basándose en su interpretación bíblica y desestimando escritos posteriores de cualquier otra autoridad humana por considerarlos carentes de la inspiración del Espíritu Santo que sí le atribuyen a los escritos canónicos. Sin embargo, protestantes como los luteranos y los anglicanos sí que aceptan la veneración de los santos y su patronazgo.
Al ser Cristo el único mediador entre Dios y los hombres, niegan la necesidad de terceras figuras que intercedan, siguiendo los escritos de 1.ª Timoteo 2:5 (Primer Epístola del apóstol San Pablo a Timoteo) y Hebreos 4:14-16 (Epístola a los Hebreos).

## Patronazgos de los santos

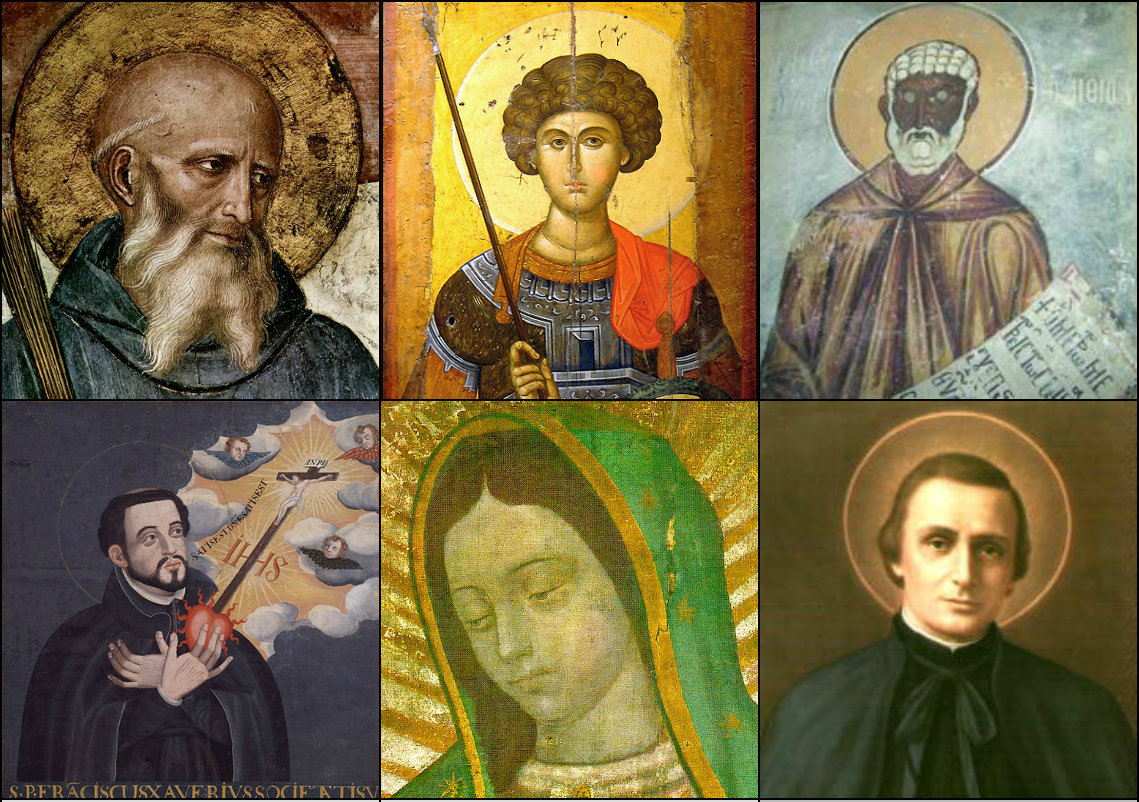
Santos patronos por continentes y regiones: San Benito de Nursia (Europa), San Jorge (Oriente Medio), San Moisés el Moro (África), San Francisco Javier (Asia), Nuestra Señora de Guadalupe (América) y San Pedro Chanel (Oceanía).

Los patronazgos de los santos pueden ser muy diversos: por dolencias, enfermedades y peligros; por oficios y ocupaciones; por lugares; por grupos étnicos, etc. Aquí se muestra un ejemplo de patronazgos de lugares y ubicaciones:

### Por continentes
| Continente | Santo patrón |
| ---------- | --- |
| Asia       | Virgen María, San José, San Francisco Javier                                                                                              |
| África     | San Moisés el Moro, Nuestra Señora de Kibeho                                                                                              |
| América    | Nuestra Señora de Guadalupe, Santa Rosa de Lima, San José                                                                                 |
| Antártida  | Virgen de las Nieves, San Juan Bosco |
| Europa     | San Benito de Nursia San Cirilo y Metodio Santa Brígida de Suecia Santa Catalina de Siena Edith Stein (Santa Teresa Benedicta de la Cruz) |
| Oceanía    | San Pedro Chanel |

### Por regiones

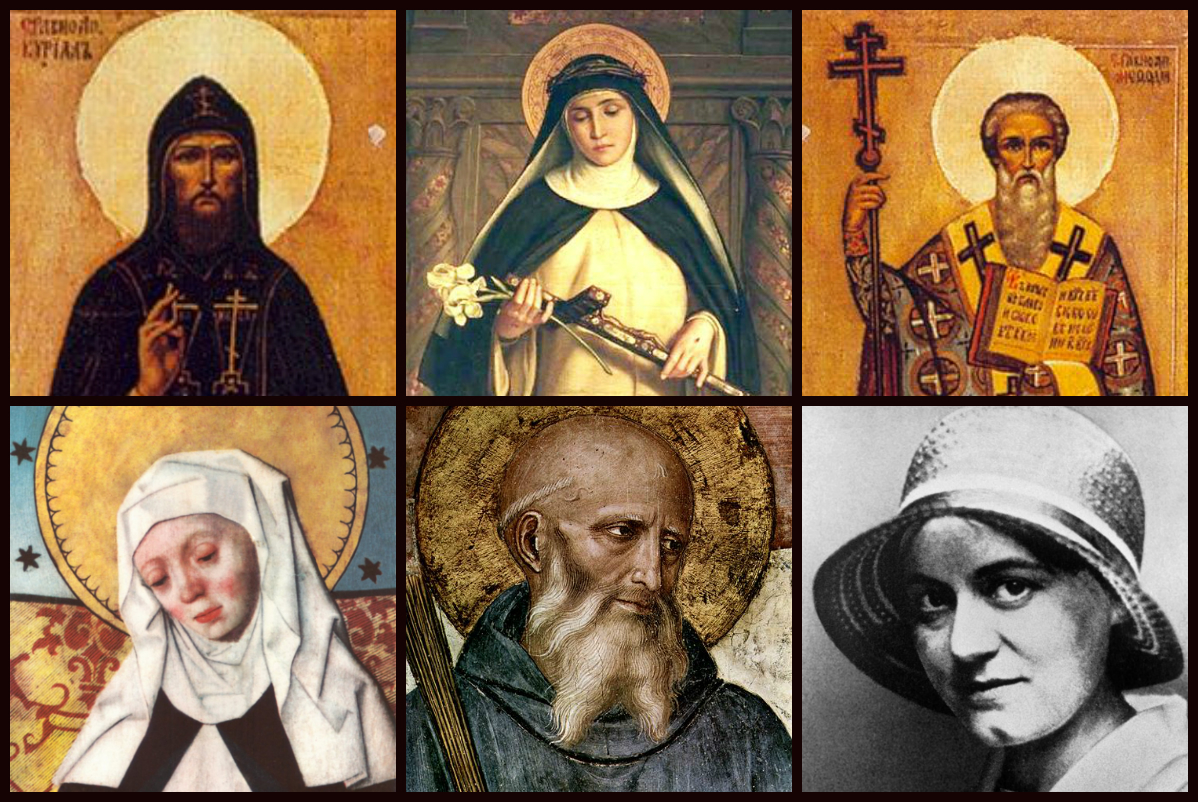
Patronos de Europa: San Cirilio, Santa Catalina de Siena, San Metodio, Santa Brígida de Suecia, San Benito de Nursia y Santa Teresa Benedicta de la Cruz.

| Región                                  | Santo patrón                                       |
| --------------------------------------- | -------------------------------------------------- |
| Anatolia                                | San Juan el Apóstol                                |
| Alsacia                                 | Santa Odilia de Alsacia                            |
| Australasia                             | María Auxilio de los Cristianos                    |
| África central                          | Corazón Inmaculado de María                        |
| América central                         | San Pedro de San José de Betancur San Óscar Romero |
| América del Norte                       | Nuestra Señora de Guadalupe                        |
| Norte de África (Libia, Túnez, Argelia) | San Cipriano de Cartago                            |
| Escandinavia                            | San Óscar                                          |
| América del Sur                         | Santa Rosa de Lima                                 |
| Indias Occidentales                     | Santa Gertrudis Magna Papa San Gregorio I          |
| Oriente Medio                           | San Jorge de Capadocia                             |

### Ubicaciones extraterrestres
| Lugar            | Santo patrón                 |
| ---------------- | ---------------------------- |
| Luna             | Virgen María, madre de Jesús |
| Espacio exterior | José de Cupertino            |